# 希思 (麻薩諸塞州)
希思（英語：Heath）是一個位於美國麻薩諸塞州富蘭克林縣的鎮。

## 人口
根據2020年美國人口普查的數據，希思的面積為64.50平方千米，當中陸地面積為64.50平方千米，而水域面積為0.00平方千米。當地共有人口723人，而人口密度為每平方千米11人。